# Política do Paraguai
A Política do Paraguai é a direção do Estado paraguaio e a determinação dos poderes que compõem sua estrutura de governo.

## Poder executivo

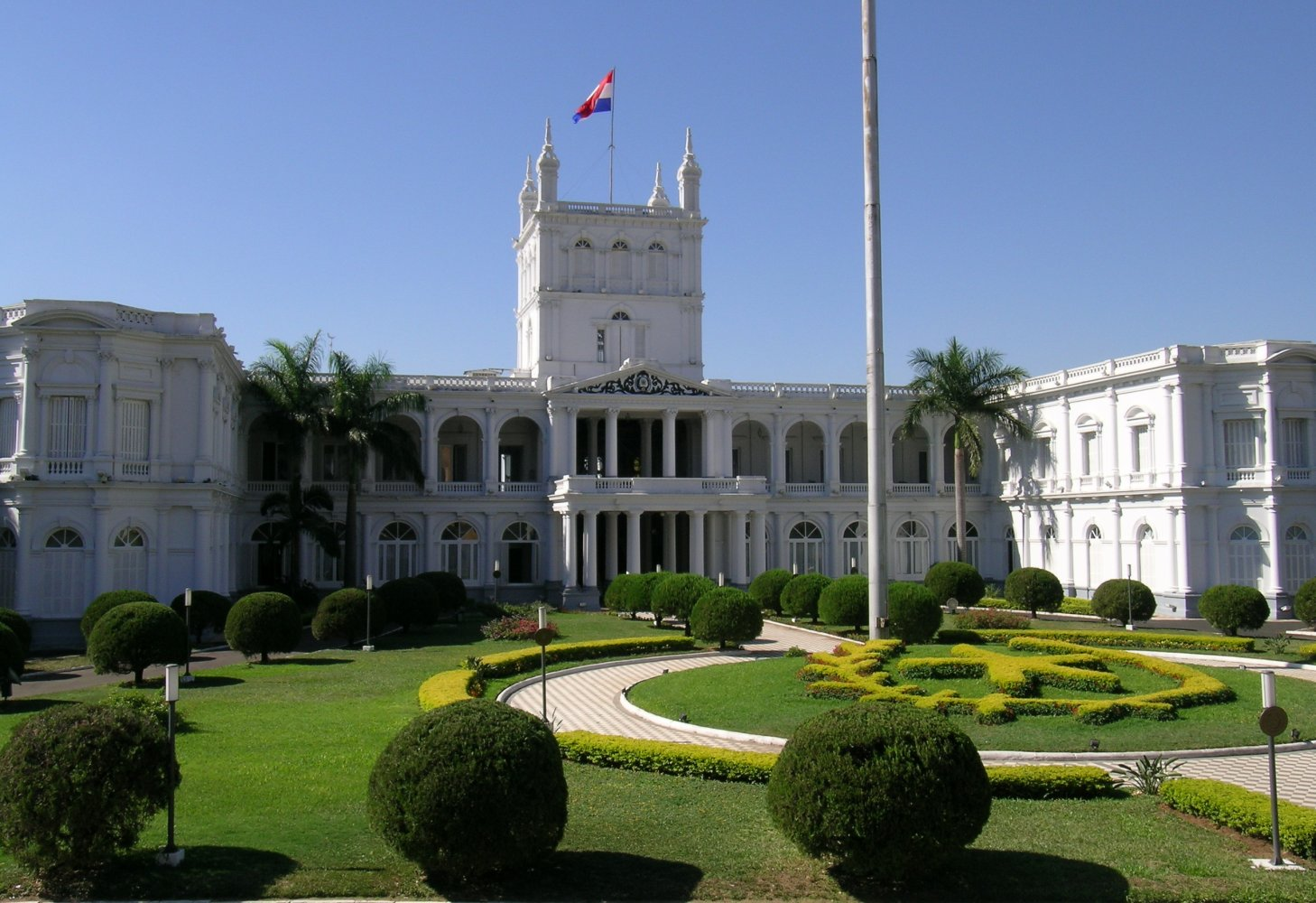
Palacio de los López, sede do poder executivo.

O sistema de governo adotado no Paraguai é a república presidencialista. Uma nova constituição, promulgada em 1992 para substituir a anterior, de 1967, estabelece como forma de governo a democracia representativa.

### Presidente e Vice-Presidente
O Poder executivo é exercido pelo Presidente da República, pelo Vice-Presidente e pelo Conselho de Ministros. Segundo a constituição paraguaia de 1992, haverá um Vice-Presidente da República que, em caso de impeachment ou ausência temporária do Presidente ou férias definitivas do chefe de Estado e de governo, o substituirá imediatamente, com todas as suas atribuições.
O presidente e o vice-presidente são eleitos pelo voto popular direto, para um mandato de 5 anos improrrogáveis no exercício de suas funções, contando desde 15 de agosto de cada ano após as eleições no país. Para eles, não há possibilidade de reeleição em caso nenhum, e governam sob assessoria do Conselho de Ministros. O presidente participa da formulação da legislação e a promulga, podendo vetar leis emanadas do legislativo.

### Conselho de Ministros
O Conselho de Ministros é exercido pelos Ministros nomeados pelo
Presidente. A direção e a gestão dos negócios públicos são confiadas aos ministros do poder executivo, cujo número e funções são determinados pela lei.

## Poder legislativo

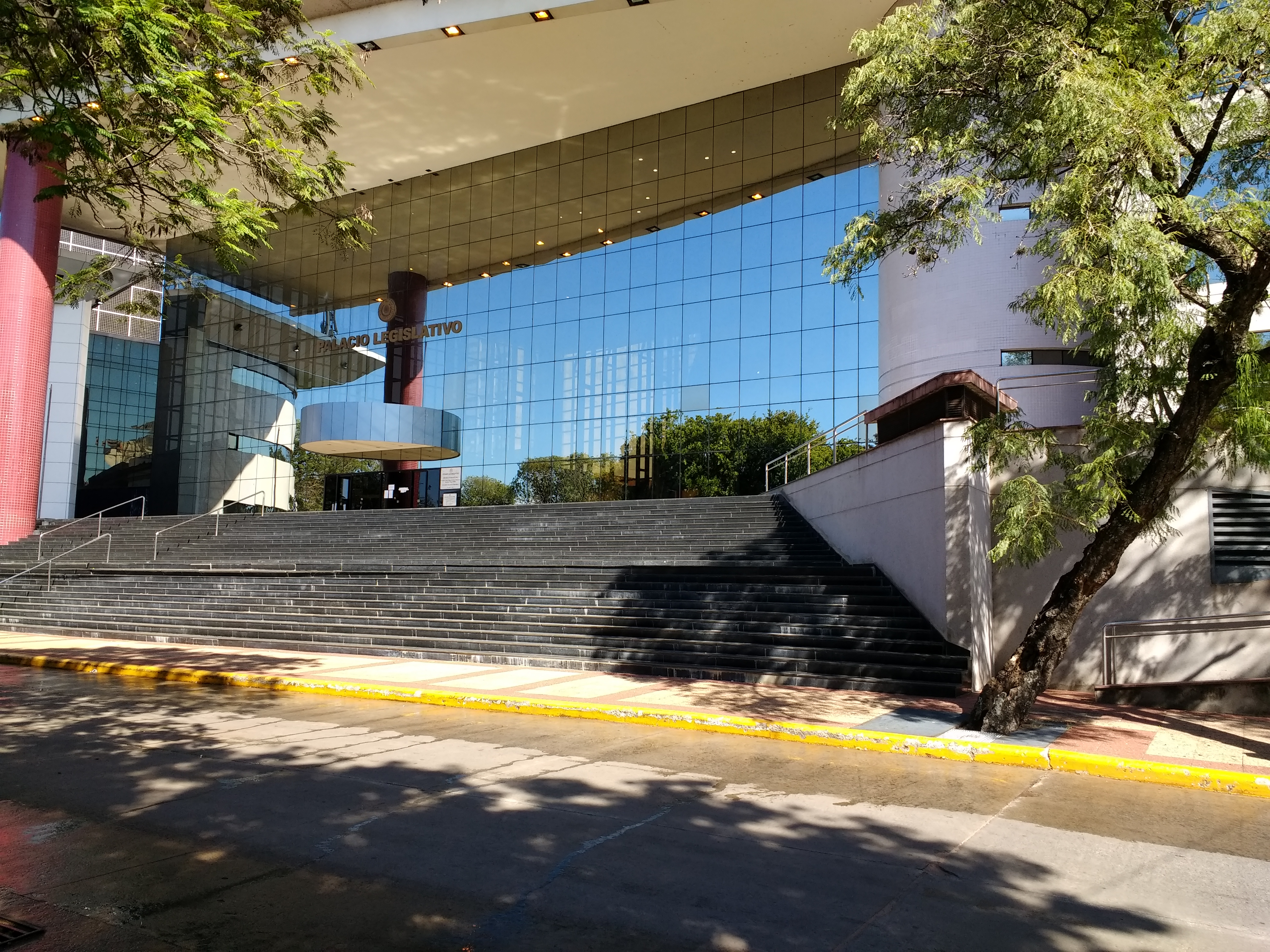
Congresso do Paraguai.

O poder legislativo é bicameral, com o Congresso, ou seja, formado pela Câmara dos Senadores, com 45 membros, e pela Câmara dos Deputados, com 80 membros. Os representantes do poder legislativo paraguaio, são eleitos em ambos os casos para um período de cinco anos, por voto popular. O voto é obrigatório para todos os cidadãos maiores de 18 anos.

### Câmara dos Deputados
A Câmara dos Deputados é a Câmara da representação departamental. Compõe-se de 80 membros, e de número igual de suplentes, eleitos diretamente pelo povo em colégios eleitorais departamentais. O município de Assunção constitui um Colégio Eleitoral com representação na Câmara. Os departamentos são representados por um deputado titular e um suplente; o Tribunal Superior de Justiça Eleitoral, antes de cada eleição e de acordo com o número de eleitores de cada departamento, estabelece o número de bancadas que corresponda a cada um deles. A lei pode acrescentar a quantidade de deputados de acordo com o aumento dos eleitores.

### Câmara dos Senadores
A Câmara dos Senadores se compõe de 45 titulares, e de 40 suplentes, eleitos diretamente pelo povo em apenas uma circunscrição nacional. A lei pode acrescentar a quantidade de senadores, conforme com o aumento dos eleitores.

## Poder judiciário

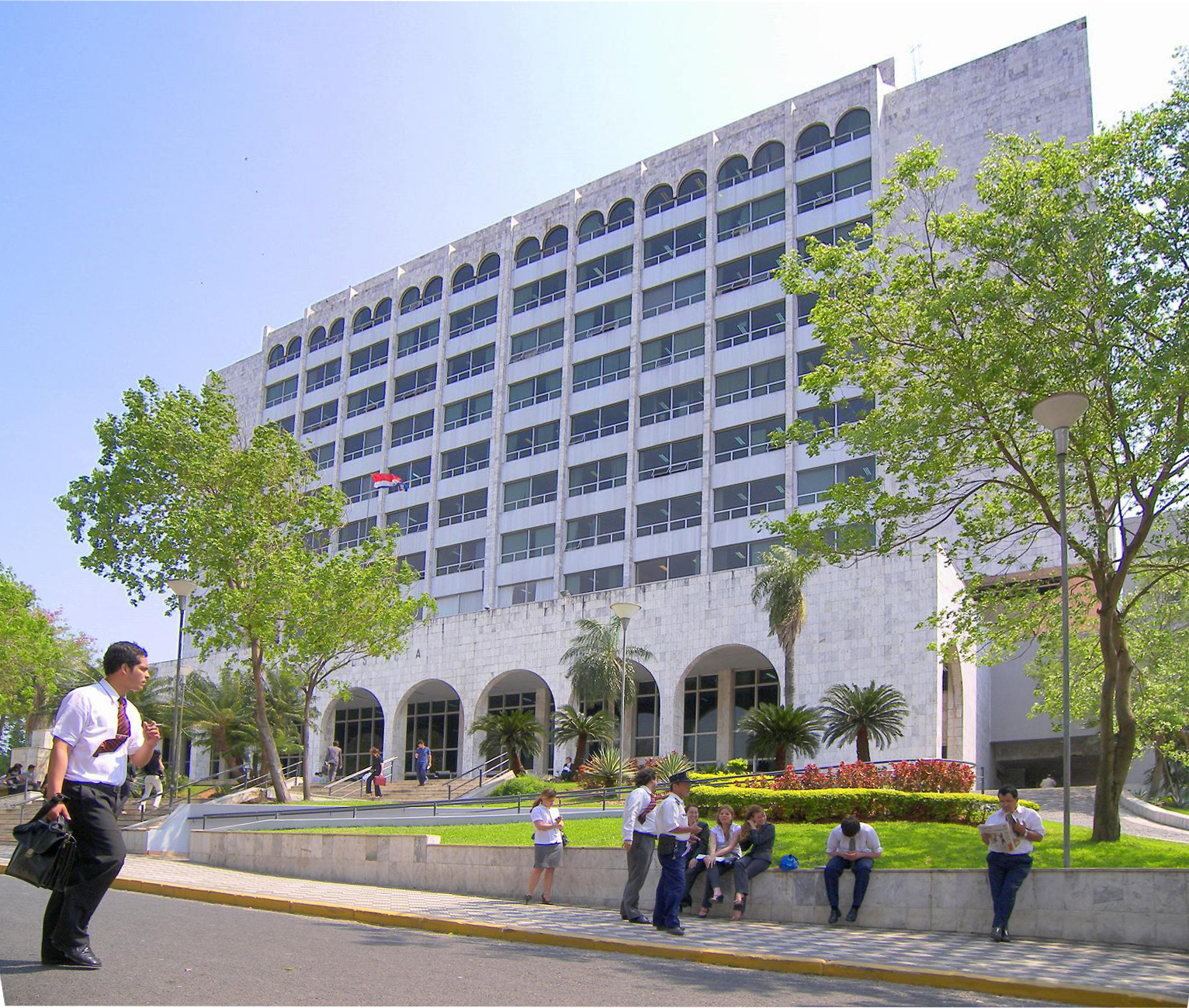
Corte Suprema de Justiça do Paraguai.

O poder judiciário é a custódia da constituição paraguaia, atualmente em vigor desde 1992. Interpreta, cumpre e faz cumprir esta carta magna. Ele é composto pela Corte Suprema de Justiça, pelo Conselho da Magistratura, pelo Ministério Público, pelo Tribunal Superior de Justiça Eleitoral, pelos tribunais e pelos julgados.

### Corte Suprema de Justiça
A Corte Suprema de Justiça está integrada por nove membros. Organiza-se em salas, uma das quais será constitucional. Elegerá de seu centro, cada ano, a seu presidente. Seus membros levam o título de ministro.

### Conselho de Magistratura
O Conselho de Magistratura está integrado por:
- Um membro da Corte Suprema de Justiça;
- Um representante do Poder Executivo;
- Um Senador e um Deputado;
- Dos advogados da matrícula, nomeados por seus pares em eleição direta;
- Um professor das Faculdades de Direito da Universidade Nacional, eleitos por seus pares, e;
- Um professor das Faculdades de Direito, com menos de 20 anos de funcionamiento, das universidades privadas, eleito por seus pares.

A lei regulamenta os sistemas de eleições pertinentes.

### Ministério Público
O Ministério Público representa à sociedade antes dos órgãos jurisdicionais do país, gozando de autonomia funcional e administrativa no cumprimento de seus deveres e de suas atribuições. Ele é exercido pelo Fiscal Geral do Estado e pelos agentes fiscais, na forma determinada pela lei.

### Tribunal Superior de Justiça Eleitoral
O Tribunal Superior de Justiça Eleitoral está composto de três membros, aqueles que são eleitos e removidos na forma estabelecida para os membros da Corte Suprema. Seus membros, têm como requisitos, os mesmos estabelecidos pela constituição para integrar o Conselho de Magistratura.

## Ficha técnica

### Forma convencional longa
República do Paraguai.

### Forma convencional curta
Paraguai.

### Forma local longa
República del Paraguay.

### Forma local curta
Paraguay.

### Código Internet
.py

### Forma de governo
República constitucional.

### Capital
Assunção.

### Independência
15 de maio de 1811 (da Espanha).

### Feriado nacional
Dias da Independência, 15 de maio (1811).

### Constituição
Promulgada em 20 de dezembro de 1992.

### Sistema legal
Baseado em códigos argentinos, lei romana, e códigos franceses; revisão judicial de atos legislativos na Suprema Corte da Justiça; não aceita jurisdição compulsória.

### Sufrágio
18 anos de idade; universal e facultativo para os idosos com mais de 75 anos.

### Poder executivo

#### Chefe de Estado
Presidente Mario Abdo Benítez (atual).
Vice-presidente Juan Afara

#### Chefe de governo
Presidente da República.

##### Nota
O presidente é ao mesmo tempo chefe de Estado e de governo.

#### Gabinete
Conselho de Ministros nomeado pelo presidente.

#### Eleições
Presidente e vice-presidente são eleitos por voto popular para um mandato de cinco anos.

#### Resultados das últimas eleições
Nas eleições gerais de 2013, Horacio Cartes foi eleito com 45,8% dos votos.

### Poder legislativo
Bicameral: Congresso ou Congreso consiste da Câmara dos Senadores ou Cámara de Senadores (45 membros; os membros são eleitos por voto popular para um mandato de cinco anos) e a Câmara dos Deputados ou Cámara de Diputados (80 membros; os membros são eleitos por voto popular para um mandato de cinco anos)

#### Senado
Câmara dos Senadores: 45 senadores e 30 suplentes, eleitos proporcionalmente.

#### Resultados das últimas eleições
Nas eleições gerais de 2013, o partido Colorado conseguiu eleger a maioria dos senadores, com 865.206 votos. O PLRA ficou em segundo lugar, com 588.054 votos. Em terceiro lugar ficou o partido esquerdista Frente Guasú, com 238.313 votos.

### Poder judiciário
Suprema Corte de Justiça, juízes escolhidos na proposta do Conselho de Magistrados ou Conselho da Magistratura.

### Partidos políticos e líderes
Partido Liberal Radical Autêntico ou PLRA [Julio Cesar "Yoyito" FRANCO]; Partido Democrático Cristão ou PDC  [Miguel MONTANER]; Partido Revolucionário Feveirista [Carlos Maria LJUBETIC]; Partido do Encontro Nacional ou PEN [Mario PAZ Castaing]; Associação Republicana Nacional - Partido Colorado  [presidente interino Bader RACHID LICHI].

### Grupos de opressão política e líderes
Central Nacional dos Trabalhadores ou CNT; Confederação Paraguaia dos Trabalhadores ou CPT; Igreja Católica Romana; Central Única dos Trabalhadores ou CUT.

### Constituição
- Constituição da República do Paraguai de 20 de junho de 1992 - em espanhol

### Poder executivo
- Presidência da República do Paraguai - em espanhol
- Ministério da Educação e da Cultura - em espanhol
- Ministério das Relações Exteriores - em espanhol
- Ministério da Fazenda - em espanhol
- Ministério da Indústria e do Comércio - em espanhol
- Ministério do Interior - em espanhol
- Ministério da Saúde e Bem-Estar Social - em espanhol
- Ministério das Obras Públicas e Comunicações - em espanhol

### Poder legislativo
- Senado da República do Paraguai - em espanhol
- Câmara dos Deputados da República do Paraguai - em espanhol

### Poder judiciário
- Corte Suprema de Justiça - em espanhol
- Tribunal Superior de Justiça Eleitoral - em espanhol